# ドラゴンボール 最強への道
『ドラゴンボール 最強への道』（ドラゴンボール さいきょうへのみち）は、1996年3月2日に公開された『ドラゴンボール』シリーズの劇場公開作第17弾。監督は山内重保。
キャッチコピーは「7つの球をさがして、今、新たな友情の旅へレッツゴー!!」。
春休みの東映アニメフェアの1作品として上映された。同時上映作は『ご近所物語』。

## 解説
「『ドラゴンボール』と『ドラゴンボールZ』の融合」。「最新の技術で『ドラゴンボール』をリメイクする」というコンセプトのもと、原作コミックスの第1巻〜第8巻までのエピソードをベースに再構成した物語を、新規作画によって製作した作品（冒頭で孫悟空とブルマが出会う所から始まる）。鳥山明の最新の絵柄と世相の変化を考慮しキャラクターデザインが一新されたほか、CGによる特殊効果もふんだんに盛り込み、原作初期の中国風の世界観を出すためアニメでは表現の難しい墨絵を取り入れた場面もある。本作での亀仙人の声は愛川欽也が担当。また、レッドリボン軍の面々もテレビアニメ版とは一部声優が変更されている。今作で着用している悟空の衣装は『ドラゴンボールGT』での衣装と同じである。
興行収入次第では、劇場用で『ドラゴンボール』シリーズのリメイクとして、この後人造人間8号をレギュラーとして、仲間たちとの出会いと冒険・闘いを原作とは違う視点で描いていく構想もあったが、実現していない。

## あらすじ
むかしむかし、パオズ山にシッポの生えた不思議な少年、孫悟空が住んでいた。悟空は、育ての親である孫悟飯じっちゃんの形見である四星球をじっちゃんだとして、大切に保管していた。
そんなある日、いつものように魚をとっていた悟空は、ドラゴンボールという不思議な球を探していたブルマと出会う。自分のじっちゃん以外に初めて見る人間にとても驚く悟空だったが、形見として大切にしていた四星球がドラゴンボールの一つだということを知らされ、一緒にドラゴンボール探しの旅に出ることになる。道中、ウーロンを一行に加えつつ、盗賊のヤムチャとプーアルと対決しながらも、悟空たちはドラゴンボールを集めていく。
一方、悪名高きレッドリボン軍が、世界征服のためドラゴンボールを求めていた。

## 声の出演
- 孫悟空 - 野沢雅子
- ブルマ - 鶴ひろみ
- ウーロン - 龍田直樹
- プーアル - 渡辺菜生子
- ウミガメ - 郷里大輔
- ヤムチャ - 古谷徹
- レッド[注釈 1]、神龍[5] - 内海賢二
- ブラック[注釈 2] - 佐藤正治
- ブルー[注釈 3] - 島田敏
- ホワイト[注釈 4] - 掛川裕彦
- メタリック[注釈 5] - 江川央生
- ハッチャン[注釈 6] - 飯塚昭三
- 亀仙人 - 愛川欽也
- ナレーター - 八奈見乗児

## スタッフ
- 製作総指揮 - 高岩淡、安齊富夫、泊懋
- 原作 - 鳥山明
- 企画 - 森下孝三、蛭田成一、清水賢治、金田耕司、週刊少年ジャンプ
- 製作担当 - 杉本隆一
- 脚本 - 松井亜弥
- 音楽 - 徳永暁人
- 撮影監督 - 坂西勝
- 編集 - 福光伸一
- 録音 - 二宮健治
- 美術デザイン - 辻忠直
- 美術監督 - 東潤一
- 作画監督 - 山室直儀
- 監督 - 山内重保
- 原画 - 細田守、須田正己、木下ゆうき、舘直樹、相澤昌弘、小泉昇、上野ケン、山下高明、なかじまちゅうじ、中山久司、山室直儀 他
- 作画監督補佐 - 稲上晃 他
- 宣伝協力 - フジテレビ

## 制作秘話
- マッスルタワーはレッドリボン軍の凶悪さを演出するために、原作のデザインから頑強そうな形に変更されたが、監督は「原作のホノボノとしたデザインも捨て難い」として、原作のマッスルタワーを使われなくなった旧基地として再登場させている[3]。
- 悟空は時間の関係上、マッスルタワーの最上階に突然現れるはずだったが、監督と脚本の松井亜弥が最上階に到着した時の「来ちゃったもんね」という台詞を気に入り、どうしても編集でカットできず残した[3]。
- 当初、終盤の巨大ロボット戦では8号の登場は考えられていなかったが、物足りなかったため再登場させた[3]。
- ブラックの搭乗する巨大ロボットは当初、地中から出現する予定だったが、クライマックスへの緊張感を高めるためボツとなった[3]。

## 主題歌
「DAN DAN 心魅かれてく」
作詞 - 坂井泉水 / 作曲 - 織田哲郎 / 編曲 - 葉山たけし / 歌 - FIELD OF VIEW（ZAIN RECORDS）
当時放映されていた『ドラゴンボールGT』のオープニングテーマとして使用されている。

## 劇中音楽
（曲名は場面進行順、サウンド・トラック盤に表示のもの）
1. 序章〜パオズ山〜
2. ビックリ遭遇!!〜悟空とブルマ〜I
3. 女の子にはシッポがない!?〜悟空とブルマ〜II
4. Bridge①じっちゃんがふえちゃった!?
5. ドラゴンボールの秘密〜神龍〜
6. 出発!!ドラゴンボールへの旅〜悟空とブルマ〜III
7. Bridge②〜レッドリボン軍総本部〜
8. ウーロンのテーマ〜巨大ロボに返信〜
9. ウーロンのテーマ〜時間切れ!!ウーロンの変化は5分間
10. エッチなウーロン〜夢はパフパフ…〜
11. 危機!!荒野の大泥棒ヤムチャ来襲
12. 強敵ヤムチャ〜狼牙風風拳〜
13. ヤムチャ退散!?ブルマにドッキリふらふら
14. Bridge③〜発見!!一星球
15. レッドリボン軍のテーマ〜マッスルタワーのホワイト将軍〜
16. 快進撃!!悟空
17. 対決!!メタリック軍曹
18. ハッチャンのテーマI〜人造人間8号登場〜
19. ハッチャンのテーマII〜人造人間8号の優しい勇気と覚悟〜
20. ハッチャンと悟空の出会い
21. ハッチャンのテーマIII〜今日からともだち〜
22. Bridge④〜海ガメの恩返しは果たして!?〜
23. 海辺の夜明け
24. Bridge⑤〜海辺の朝〜
25. 亀仙人のテーマ
26. 筋斗雲
27. 悟空、筋斗雲に乗る!!
28 .お色気ブルマにドッキドキ!!亀仙人
29. レッドリボン軍のテーマ〜総攻撃!!ブルー将軍〜
30.本家本元!武天老師かめはめ波!!
31. 誕生!悟空のかめはめ波
32. ブルマのロマンス〜あこがれのヤムチャ様…!?〜
33. 荒れ果てた戦場
34. 大空のバトル!悟空VSバイオレット大佐
35. レッドリボン軍のテーマ〜飛行艇の追撃〜
36. レッドリボン軍のテーマ〜総本部大決戦〜
37. レッド総帥の最期〜ブラックの野望〜
38. 巨大ロボット出現
39. 最後の総帥・ブラックの反乱
40. 最大のピンチ悟空!ハッチャン登場
41. ハッチャンのテーマIV〜ブラックVSハッチャン〜
42. ハッチャン〜悟空との想い出そして永遠の眠りへ〜
43. 悲しみと怒りのオーラ
44. グランド・フィナーレ〜神秘の力〜
45. DAN DAN 心魅かれてく

## 映像ソフト
いずれも東映ビデオより発売。
- VHS・LD
1998年9月13日に発売。
- DVD
  - DRAGON BALL 劇場版 DVDBOX DRAGON BOX THE MOVIES
2006年4月14日発売。
  - DRAGON BALL THE MOVIES #14 ドラゴンボール 最強への道
2009年2月13日発売。
- Blu-ray
  - DRAGON BALL THE MOVIES Blu‐ray ♯07
2019年1月9日発売。

## マクドナルド キャンペーングッズ
1996年3月7日よりマクドナルドにてハッピーセットによるキャンペーンを展開。期間中、売り上げが通常の2割増加した。商品は以下の通り。
- パラパラメモ
- ジグソーパズル
- 入れかえアニメ
- アニメカード

## 関連書籍・CD
- ジャンプ・アニメコミックス ドラゴンボール 最強への道 - 集英社、1996年5月22日、ISBN 4-8342-1419-2
- サウンドトラック盤CD（ZAIN RECORDS 1996 品番 ZACL-1029）